# Micah Parsons
Micah Aaron Parsons (* 26. Mai 1999 in Harrisburg, Pennsylvania) ist ein US-amerikanischer American-Football-Spieler auf der Position des Linebackers. Aktuell spielt er bei den Dallas Cowboys in der National Football League (NFL).

## Frühe Jahre
Parsons wuchs in seiner Geburtsstadt auf und besuchte dort zunächst die Central Dauphin High School, ehe er auf die Harrisburg High School wechselte. An beiden Schulen war er Stammspieler in der Footballmannschaft und wurde zumeist als Runningback und als Defensive End eingesetzt. In seinem letzten Jahr konnte er mit dem Ball für 1239 Yards und 27 Touchdowns laufen und in der Defense 9,5 Sacks und eine Interception erreichen. Mit seinem Team war er zu Highschoolzeiten äußerst erfolgreich, so konnten sie 2017 die Mid-Penn Commonwealth Conference gewinnen. Zusätzlich war er auch in der Basketballmannschaft der Schule aktiv.
Nach seinem Highschoolabschluss erhielt er ein Stipendium der Pennsylvania State University, für die er von 2018 bis 2020 in deren Footballmannschaft aktiv war. Dort wurde er statt als Defensive End als Linebacker eingesetzt. Er kam in insgesamt 26 Spielen zum Einsatz und konnte dabei 191 Tackles und 6,5 Sacks verzeichnen. Aufgrund der COVID-19-Pandemie entschied er sich, nicht an der Saison 2020 teilzunehmen. Nichtsdestotrotz war er bereits in den vorherigen Jahren mit seiner Mannschaft erfolgreich gewesen und konnte mit seinem Team 2019 den Cotton Bowl Classic gewinnen. Auch persönlich wurde er aufgrund seiner Spielstärke ausgezeichnet, so wurde er 2018 ins First-Team Freshman All-American sowie 2019 ins First-Team All-American und First-Team All-Big Ten gewählt. Außerdem erhielt er den Butkus-Fitzgerald Award als bester Linebacker der Big Ten-Conference 2019. Allerdings fiel Parsons abseits des Footballfelds auch negativ auf. So wurde ihm und zwei Teamkollegen von einem anderen Spieler der Mannschaft Sexuelle Belästigung vorgeworfen, ein Gerichtsverfahren befindet sich aktuell im Schwebezustand. Parsons hat einen Sohn, welcher 2018 geboren wurde.

## NFL
Beim NFL Draft 2021 wurde Parsons in der 1. Runde an 12. Stelle von den Dallas Cowboys ausgewählt. Sein NFL-Debüt gab er direkt am 1. Spieltag der Saison 2021 bei der 29:31-Niederlage gegen die Tampa Bay Buccaneers. Bei dem Spiel stand er auch das erste Mal in der Startformation und konnte insgesamt 7 Tackles verzeichnen. Aufgrund der Verletzung des Pass-Rushers DeMarcus Lawrence wurde Parsons vermehrt als Defensive End eingesetzt und konnte sich dort erfolgreich etablieren. Direkt beim 20:17-Sieg gegen die Los Angeles Chargers am 2. Spieltag konnte er so auch seinen ersten Sack in der Liga an Quarterback Justin Herbert verzeichnen. Beim 20:16-Sieg gegen die Minnesota Vikings am 8. Spieltag konnte Parsons insgesamt 11 Tackles, davon vier Tackles für Raumverlust verzeichnen, was bis dato seine Karrierehöchstleistung ist. Dies brachte ihm auch die Auszeichnung des NFC Defensive Player of the Week ein. Am folgenden Spieltag konnte er bei der 16:30-Niederlage gegen die Denver Broncos insgesamt 2,5 Sacks an Quarterback Teddy Bridgewater verzeichnen, ebenfalls seine Karrierehöchstleistung. Auch in den folgenden fünf Spielen konnte er je mindestens einen Sack verzeichnen. Durch seine herausragenden Leistungen wurde er zum besten Rookie des Monats November und Dezember gewählt. Er beendete seine Rookie-Saison mit 84 Tackles sowie 13 Sacks, die meisten aller Spieler der Cowboys. Aufgrund dieser guten Leistungen wurde Parsons als AP Defensive Rookie of the Year ausgezeichnet und direkt in seinem ersten Jahr in den Pro Bowl und ins First-Team All-Pro gewählt. Da die Cowboys in dieser Saison mit 12 Siegen bei nur 5 Niederlagen die NFC East gewannen, konnten sie sich für die Playoffs qualifizieren. Dort trafen sie in der Wildcard-Runde auf die San Francisco 49ers. Parsons kam auch in diesem Spiel bei seinem Postseason-Debüt als Starter zum Einsatz und konnte insgesamt neun Tackles verzeichnen, trotzdem schieden die Cowboys nach einer 17:23-Niederlage aus den Playoffs aus.
Auch in die Saison 2022 ging Parsons als unumstrittener Stammspieler in der Defense der Cowboys. Bereits an den ersten beiden Spieltagen konnte Parsons jeweils zwei Sacks an den gegnerischen Quarterbacks verzeichnen. Am 5. Spieltag gelangen ihm beim 22:10-Sieg gegen die Los Angeles Rams erneut zwei Sacks an deren Quarterback Matthew Stafford. Dazu konnte er fünf Tackles verzeichnen und einen Fumble erzwingen. Aufgrund dieser guten Leistung wurde er zum NFC Defensive Player of the Week ernannt. Am 8. Spieltag konnte Parsons beim 49:29-Sieg gegen die Chicago Bears konnte er seinen ersten Touchdown in der Liga erzielen: Er nahm einen Fumble von David Montgomery auf und trug ihn über 36 Yards in die Endzone der Bears. Dies war sein erster Touchdown in der Liga. An den Spieltagen 11 und 12 konnte er erneut an jeweils zwei Sacks verzeichnen. Mit 13,5 Sacks konnte er 2022 erneut die meisten aller Spieler der Cowboys verzeichnen und konnte seine Bilanz der Vorsaison um einen halben Sack verbessern. Aufgrund seiner Leistungen wurde Parsons nach der Saison erneut in den Pro Bowl und ins First-Team All-Pro gewählt. Da die Cowboys in der Saison wieder 12 Siege erreichten, konnten sie sich erneut für die Playoffs qualifizieren. Dort konnten sie in der Wildcard-Runde die Tampa Bay Buccaneers mit 31:14 besiegen, Parsons verzeichnete dabei seinen ersten Postseason-Sack an Tom Brady. Im folgenden Spiel der Divisional-Runde schieden die Cowboys jedoch nach einer 12:19-Niederlage gegen die San Francisco 49ers aus den Playoffs aus.

## Karrierestatistiken

### Regular Season
| Saison                             | Team             | Spiele | Spiele  | Tackles | Tackles | Tackles | Tackles | Interceptions | Interceptions | Interceptions | Interceptions | Interceptions | Interceptions | Fumbles | Fumbles | Fumbles |
| Saison                             | Team             | Gesamt | Starter | Gesamt  | Solo    | Assist  | Sacks   | PD            | Int           | Yards         | Durchschnitt  | Lang          | TD            | FF      | FR      | TD      |
| ---------------------------------- | ---------------- | ------ | ------- | ------- | ------- | ------- | ------- | ------------- | ------------- | ------------- | ------------- | ------------- | ------------- | ------- | ------- | ------- |
| 2021                               | Cowboys          | 16     | 16      | 84      | 64      | 20      | 13,0    | 3             | 0             | 0             | 0,0           | 0             | 0             | 3       | 0       | 0       |
| 2022                               | Cowboys          | 17     | 17      | 65      | 42      | 23      | 13,5    | 3             | 0             | 0             | 0,0           | 0             | 0             | 3       | 3       | 1       |
| 2023                               | Cowboys          | 17     | 17      | 64      | 36      | 28      | 14,0    | 2             | 0             | 0             | 0,0           | 0             | 0             | 1       | 1       | 0       |
| 2024                               | Cowboys          | 13     | 13      | 43      | 30      | 13      | 12,5    | 1             | 0             | 0             | 0,0           | 0             | 0             | 2       | 0       | 0       |
| Gesamte Karriere                   | Gesamte Karriere | 63     | 63      | 256     | 172     | 84      | 63,0    | 9             | 0             | 0             | 0,0           | 0             | 0             | 9       | 4       | 1       |
| Quelle: pro-football-reference.com |                  |        |         |         |         |         |         |               |               |               |               |               |               |         |         |         |

### Postseason
| Saison                             | Team             | Spiele | Spiele  | Tackles | Tackles | Tackles | Tackles | Interceptions | Interceptions | Interceptions | Interceptions | Interceptions | Interceptions | Fumbles | Fumbles | Fumbles |
| Saison                             | Team             | Gesamt | Starter | Gesamt  | Solo    | Assist  | Sacks   | PD            | Int           | Yards         | Durchschnitt  | Lang          | TD            | FF      | FR      | TD      |
| ---------------------------------- | ---------------- | ------ | ------- | ------- | ------- | ------- | ------- | ------------- | ------------- | ------------- | ------------- | ------------- | ------------- | ------- | ------- | ------- |
| 2021                               | Cowboys          | 1      | 1       | 9       | 3       | 6       | 0,0     | 0             | 0             | 0             | 0,0           | 0             | 0             | 0       | 0       | 0       |
| 2022                               | Cowboys          | 2      | 2       | 7       | 4       | 3       | 1,0     | 3             | 0             | 0             | 0,0           | 0             | 0             | 0       | 0       | 0       |
| 2023                               | Cowboys          | 1      | 1       | 2       | 1       | 1       | 0,0     | 0             | 0             | 0             | 0             | 0             | 0             | 0       | 0       | 0       |
| Gesamte Karriere                   | Gesamte Karriere | 4      | 4       | 18      | 8       | 10      | 1,0     | 0             | 0             | 0             | 0,0           | 0             | 0             | 0       | 0       | 0       |
| Quelle: pro-football-reference.com |                  |        |         |         |         |         |         |               |               |               |               |               |               |         |         |         |